# Museo Arqueológico de Espera
El Museo Arqueológico de Espera (MAE) es un museo ubicado en Espera (Cádiz), (España). Tiene su sede en una casa palacio del siglo XVIII y está dedicado a divulgar las investigaciones relacionadas con los yacimientos arqueológicos de Carissa Aurelia y de Esperilla, así como de las necrópolis ibéricas y romanas localizadas en el término municipal.

## Historia
Precursora del museo fue la Exposición Permanente Mundo funerario Íbero-romano que se organizó en 2001, enmarcada en el proyecto Arqueosierra II, mostrando las piezas de los dos yacimientos más importantes del municipio, Esperilla y Carisa Aurelia y algunas piezas cedidas por particulares. La Dirección General de Instituciones del Patrimonio Histórico,aprobó en 2003 la viabilidad del proyecto de creación del Museo y ordenó su anotación preventiva en el Registro de Museos de Andalucía. En 2005 la Mancomunidad de Municipios de la Sierra de Cádiz solicita su inscripción en el Registro de Museos de Andalucía, que recibe informe favorable de viabilidad. Tras la reforma del edificio en 2006, se inauguró la sede definitiva el 29 de octubre de 2007.
En el 2008 se solicita la inscripción definitiva del Museo, cuya creación finalmente autorizada en 2009 y su consiguiente inscripción en el Registro de Museos de Andalucía, por considerar que cuenta con medios para la conservación, protección y accesibilidad de sus fondos.

## Sede
La sede del Museo Arqueológico Municipal de Espera se situó en la Casa de la Cultura del municipio, para la que se rehabilitó una casa palacio del siglo XIX situado en la calle Libertad de Espera.
En la primera planta se ubicaba la biblioteca pública, estando desocupada la planta baja, y se acondicionó para la Exposición Permanente Mundo funerario Íbero-romano. Se unieron varias estancias y se renovó pavimento e instalación eléctrica. En 2003 se añadió un laboratorio y tras el traslado de la biblioteca, se dejó libre la primera planta para ampliar el museo. La ampliación tuvo lugar en 2006, momento en que se reformó el edificio, dentro del Proyecto Cultur-Cad de la Diputación, para adecuarlo como sede definitiva del Museo, diseñando la señalética y el logotipo.
Cuenta además la sede con dependencias administrativas, laboratorio, biblioteca y una sala de audiovisuales que se habilita para conferencias y otras actividades a las que da cobijo el museo.

## Administración
La Mancomunidad de Municipios de la Sierra de Cádiz, como promotora del Museo, y el museo mismo, quedan sometidos al cumplimiento de las obligaciones previstas en la Ley y deberá garantizarse la conservación y el mantenimiento de los bienes que integran los fondos del Museo, protegerlos y asegurarse de que son accesibles a los ciudadanos.

## Colecciones
Alberga el museo piezas extraídas del yacimiento de Esperilla entre las que destacan una serie de esculturas de entre los siglos IV y II a. C. que representan leones, un verraco, un ciervo, un guerrero y una dama. Contiene además piezas del yacimiento de Carissa Aurelia, material prehistórico, elementos de carácter orientalizante de los siglos VI a V a. C. y cerámica romana de los siglos III a I a. C.
En la planta baja, se albergan los objetos relacionados con el mundo de los muertos: se recorre la prehistoria, la protohistoria y el mundo funerario romano. Utensilios empleados desde el Paleolítico y el Neolítico hasta el Bronce Final y se muestran las piezas pertenecientes al mundo funerario íbero-romano procedente de los yacimientos de los alrededores. El mundo de los vivos se documenta en la primera planta: la vida en las urbes de Carissa Aurelia y Esperilla y las costumbres medievales en el castillo de Fatetar.